# Рейтенфельс, Яков
Я́коб (Я́ков) Ре́йтенфельс (в русских источниках XVII века также упоминается как Яков Рутфель; нем. Jacob Reutenfels; точные годы жизни неизвестны) — путешественник и дипломат, уроженец Курляндии; автор книги о России.

## Биография
О его жизни сохранилось мало достоверных сведений. Его отец, по свидетельству самого Рейтенфельса, был влиятельным вельможей при дворе польского короля Яна II Казимира, а его дядя, Иоганн Костер фон Розенбурх, был личным врачом царя Алексея Михайловича. Известно ходатайство Розенбурха, датированное 1672 годом, о направлении Рейтенфельса для учёбы в Вильну с последующим поступлением на русскую службу. Хотя оно было удовлетворено, об учёбе Рейтенфельса в Вильне ничего не известно; есть достоверные сведения, что он пребывал в Москве с 1670 по 1673 год.
В 1674 году Рейтенфельс находился в Риме, где познакомился с Афанасиeм Кирхером. Приобретя определённое влияние, он пытался реализовать проекты массовой посылки в Россию католических миссионеров, созданию церковной унии, заключения с Россией союза против Османской империи, развития торговли с Русским государством. Потерпев неудачу, Рейтенфельс переселился во Флоренцию и поступил на службу к великому герцогу Козимо III Медичи, где добился высокого положения. Перед отъездом в Польшу в 1676 году он посвятил правителю Тосканы свою книгу; далее следы его теряются.

## Книга
Сочинение Якоба Рейтенфельса «Сказания светлейшему герцогу Тосканскому Козьме Третьему о Московии» (лат. De rebus Moschoviticis ad Serenissimum Magnum Hetruriae Ducem Cosmum Tertium) было составлено около 1676 года и издано в Падуе в 1680 году. Книга содержит немало сведений о географии, политическом устройстве, экономике Русского государства. Особенно ценны характеристики Степана Разина (Рейтенфельс был очевидцем его казни), Артамона Матвеева, Симеона Полоцкого и других выдающихся деятелей второй половины XVII века, описания архитектуры и культуры тогдашней Москвы. В Главе 5 «О войнах и царях русских от Р. Х. до времён царицы Ольги» Книги первой «О происхождении московитов и обзор царствований» Рейтенфельс пишет о том, что в 810 году болгары, поддерживаемые русскими, вели войну против куропалата Михаила, а также русские помогали болгарскому хану Крунну взять город Мезембрию (Несебыр).
«Сказания…» Рейтенфельса не получили широкой известности в Европе и стали объектом внимания русских учёных в 1830-е годы. В 1905 году появился полный русский перевод всей книги Рейтенфельса, выполненный Алексеем Станкевичем. В 2003 году текст книги был — впервые после 1680 года — переиздан вне России в многотомной серии «Первые путешествия по России» (Early Exploration of Russia; изд. Taylor & Francis).